# Eilica marchantaria
Eilica marchantaria är en spindelart som beskrevs av Antonio D. Brescovit och Hubert Höfer 1993. Eilica marchantaria ingår i släktet Eilica och familjen plattbuksspindlar. Inga underarter finns listade i Catalogue of Life.